# Chaoilta nigriceps
Chaoilta nigriceps är en stekelart som först beskrevs av Cameron 1911.  Chaoilta nigriceps ingår i släktet Chaoilta och familjen bracksteklar. Inga underarter finns listade i Catalogue of Life.